# Cryptome
Cryptome oder Cryptome.org ist eine Website des 1935 geborenen US-amerikanischen Aktivisten John Young, der sich darauf vor allem für eine uneingeschränkte Meinungs- und Informationsfreiheit einsetzt. Um dieses Ziel zu erreichen, werden auf dem in den USA stehenden Webserver vor allem Dokumente und Fotos veröffentlicht, die einer Geheimhaltung verschiedener Regierungen der Welt unterliegen. Die Dokumente werden nur gelöscht, wenn dies von einem zuständigen Gericht der USA angeordnet wird. Daneben werden allerdings auch zahlreiche Dokumente aus Themenbereichen wie Meinungsfreiheit, Kryptologie und Überwachung veröffentlicht. Da Cryptome in der Vergangenheit immer wieder nicht zu erreichen war, wird die Seite auf zahlreichen anderen Webservern gespiegelt.
Cryptome war die erste Webseite des Typus der Enthüllungsplattform. Sie startete 1994, als Young Mitglied der Cypherpunk-Bewegung wurde, die aus Onlineberühmtheiten bestand wie John Gilmore, einem der ersten Angestellten bei Sun Microsystems, Timothy C. May, einem ehemaligen führenden Forscher bei Intel, Philip Zimmermann, dem Erfinder der Verschlüsselungssoftware Pretty Good Privacy für E-Mails, und Julian Assange. Sie setzten sich dafür ein, dass zum ersten Mal in der Geschichte des elektronischen Zeitalters Privatleute Zugang zu Verschlüsselungssoftware hatten, die eine Kommunikation ermöglichen sollte, ohne dass Behörden mitlesen konnten. Anfangs arbeitete Cryptome mit Julian Assange zusammen.
John Young übernahm 2006 für das damals neue Projekt WikiLeaks die Registrierung der Domains wikileaks.org, wikileaks.cn und wikileaks.info. Nach einem Streit mit Julian Assange über die Höhe der für WikiLeaks zu sammelnden Spendengelder stieg er dort aus und distanzierte sich seit diesem Zeitpunkt scharf von WikiLeaks.
Laut gulli.com wurde Cryptome im Jahr 2007 von seinem Provider gekündigt, was zu noch mehr Aufmerksamkeit führte.

## Beispiele
- Spektakuläre Veröffentlichungen waren u. a. die sogenannten MI6 Files, die eine Namensliste von Agenten des britischen Geheimdienstes MI6 enthielt, The Eyeball series, eine Serie von Veröffentlichungen über geheime Regierungsanlagen sowie Bilder von getöteten US-Soldaten im Zuge des Dritten Golfkriegs.
- Im Februar 2010 veröffentlichte Cryptome das 22-seitige Arbeitspapier „Microsoft Online Services – Global Criminal Compliance Handbook“ von Microsoft, welches darlegt, wie Microsoft mit Strafverfolgungsbehörden kooperiert. Daraufhin ließ Microsoft die Website sperren.[5]
- Am 31. März 2011 zeigte Cryptome die bis dahin geheimgehaltenen hochauflösenden Aufnahmen[6] einer US-Drohne des havarierten Kernkraftwerks Fukushima Daiichi – sie zeigen erstmals das ganze Ausmaß der Zerstörung.[7]